# 中华人民共和国国家文化公园
中华人民共和国国家文化公园是中华人民共和国于2017年提出的一种公园建设构想，已经开始实施建造。国家文化公园由国民高度认同、能够代表国家形象和中华民族独特精神标识、独一无二的文物和文化资源组成，并且具有公益性。

## 历史
2017年5月，中办国办印发《国家“十三五”时期文化发展改革规划纲要》，这是中国第一次在国家层面提出国家文化公园的建设。
2019年12月5日，中共中央办公厅、国务院办公厅印发《长城、大运河、长征国家文化公园建设方案》。
2020年10月29日，中国共产党第十九届中央委员会第五次全体会议通过《中共中央关于制定国民经济和社会发展第十四个五年规划和二〇三五年远景目标的建议》，提出建设长城、大运河、长征和黄河国家文化公园的目标。
2020年11月，中国国家文化公园建设工作领导小组办公室发布《国家文化公园形象标志征集公告》，开始面向社会公开征集国家文化公园形象标志设计方案。
2021年8月8日，中国文化公园建设工作领导小组印发《长城国家文化公园建设保护规划》、《大运河国家文化公园建设保护规划》和《长征国家文化公园建设保护规划》，对国家文化公园的建设提出了具体要求。由于规划在中国属于秘密级以上级别的文件，因此中国互联网上并没有规划内容，而是国家级媒体对规划内容的解读。

## 各个地区情况

### 河南
2020年9月25日，河南省文化和旅游厅在郑州召开全省国家文化公园建设工作推进会议。会议提到河南省是唯一兼具黄河、长城、大运河、长征四大国家文化公园建设任务的省份，在建设国家文化公园方面应该起到领头羊的作用。会议还提出了5点要求：
- 建立工作专班。各地市要参照文旅部和省厅模式，尽快充实办公室人员，建立工作专班，上下对口，承担国家文化公园相关工作任务。
- 编制市级规划。要分别配合省委宣传部、省发展改革委编制好长征、大运河国家文化公园建设保护规划，将文化和旅游领域的重大布局、重大项目纳入到规划中去。
- 谋划重点项目。各地市文旅局要密切联系发展改革部门，关注国家导向，紧盯中央预算内投资项目、特别国债项目、地方政府专项债券项目、银行融资项目，抓实项目谋划，尽早包装一批在全省甚至全国拿的出手的重大项目，争取中央财政资金补助。
- 抓好重点区建设。大运河国家文化公园洛阳重点建设区、长征国家文化公园信阳重点建设区要在2021年底前完成建设任务。“十四五”期间，围绕国家文化公园建设，重点推进河南省黄河国家文化公园建设保护规划编制，重点推动隋唐大运河文化公园、荥泽古城、州桥及古汴河遗址展示利用、大运河滑县浚县段等重点项目，实施郑汴洛运河水系连通、永济渠（卫河）旅游通航等重大工程，培育“隋唐胜迹·运河根脉”品牌，塑造“千年运河”文化旅游形象。保护利用楚长城、赵长城、魏长城等重点区段，重点推广红二十五军长征之路文化线路，建好长城、长征国家文化公园。
- 协助做好相关工作。文旅部门在协助和配合好相关部门工作的前提下，要争取主导性。在国家文化公园规划编制过程中，要加强与自然资源部门的衔接，按照多规合一的要求，结合国土空间规划，处理好文化遗产保护边界与生态保护红线的关系，确保规划可操作、可落地、可实施。[7]

河南省长城国家文化公园主要涉及郑州、平顶山、安阳、鹤壁、新乡、南阳、驻马店等7市，主要承担春秋战国时期的楚长城、魏长城、赵长城建设保护任务。河南还是黄河国家文化公园重点建设区。截止到2021年3月，河南省已确定相关建设项目371个，总投资额2571亿元。
2021年2月，河南省印发《2021年全省国家文化公园建设工作要点》，提出多项新举措，力图进一步推动黄河、大运河、长城、长征国家文化公园建设。

### 河北
2020年12月11日，河北省文化和旅游厅配合中华人民共和国文化和旅游部在秦皇岛召开了长城国家文化公园建设推进会。河北省为了建设长城国家文化公园（河北段），制定《长城国家文化公园对标建设任务书》，印发实施《2021年长城国家文化公园建设重点工作任务及分工方案》。
2021年6月17日，《河北省长城保护条例》正式施行，31个长城国家文化公园（河北段）重点项目已经开工。河北省文化和旅游厅不仅策划多项活动来宣传河北长城，还在央视黄金时段投放广告，宣传河北长城资源。

### 四川
四川是红军长征三大主力经过地域最广、行程最远、时间最长的省份，也是长征途中召开会议最多、发生重要战役战斗最多、经历自然条件最为恶劣的地区。因此四川的国家文化公园建设主要是长征国家文化公园建设。
2019年7月，《四川省革命文物保护利用工程实施方案》出台，其中就提到长征文化线路（四川段）整体保护工程，将以红军长征在四川路线为基础，确定关联文物点，统一规划标识、统一保护标准、统一配套建设。
2021年6月12日，四川、贵州、云南三省文物局在四川古蔺县签署战略合作协议，成立“长征国家文化公园四渡赤水红色联盟”，约定加快推进川滇黔长征国家文化公园建设。

### 陕西
2021年，陕西省文化和旅游厅在重点工作公开上提到陕西省已经编制完成《长征国家文化公园建设保护陕西规划》，陕西省要用这个《规划》推进该省的长征国家文化公园建设。
关于黄河国家文化公园建设，陕西省已经推动黄河文化旅游带（陕西）重点建设项目列入国家《黄河流域旅游业发展专项规划》并完善沿黄观光路公共服务基础设施项目。

### 贵州
2020年4月10日，贵州省文化和旅游厅在黎平召开了贵州省长征国家文化公园建设和红色旅游推进会，旨在为加快推动长征国家文化公园贵州重点建设区建设。

### 重庆
2021年7月8日，重庆市委宣传部副部长和电影局局长张洪斌在重庆市革命文物保护利用工作新闻发布会上公布重庆现有不可移动革命文物417处，其中，全国重点文物保护单位46处、市级文物保护单位95处、区县级文物保护单位145处、一般不可移动文物131处。张洪斌还称重庆境内38个区县都有革命文物分布，又透露《重庆市革命文物保护利用总体规划》编制将于9月底完成，长征国家文化公园（重庆段）将于2023年建成。

## 文化公园列表
| 名称               | 涉及地点                                                                                               | 详细信息 |
| ------------------ | --- | --- |
| 长城国家文化公园   | 北京、天津、河北、山西、内蒙古、辽宁、吉林、黑龙江、山东、河南、陕西、甘肃、青海、宁夏、新疆15个省区市 | 包括战国、秦、汉长城，北魏、北齐、隋、唐、五代、宋、西夏、辽具备长城特征的防御体系，金界壕，明长城                                                            |
| 大运河国家文化公园 | 北京、天津、河北、江苏、浙江、安徽、山东、河南8个省市                                                  | 包括京杭大运河、隋唐大运河、浙东运河3个部分，通惠河、北运河、南运河、会通河、中（运）河、淮扬运河、江南运河、浙东运河、永济渠（卫河）、通济渠（汴河）10个河段 |
| 长征国家文化公园   | 福建、江西、河南、湖北、湖南、广东、广西、重庆、四川、贵州、云南、陕西、甘肃、青海、宁夏15个省区市     | 以中国工农红军一方面军（中央红军）长征线路为主，兼顾红二、四方面军和红二十五军长征线路                                                                        |
| 黄河国家文化公园   | 河南                                                                                                   | |